# スーパーパックマン
『スーパーパックマン』（SUPER PAC-MAN）は、1982年に発表された、ナムコ（現・バンダイナムコエンターテインメント）のドットイートタイプのアクションゲーム。

## ゲーム内容
日本においてはパックマンシリーズ2作目にあたる。エサ（ドット）はフルーツとなり、フルーツやパワーエサは迷路の通路上ではなく、扉で閉ざされた部屋の中にある。通路上にちらばる鍵をとると近くの扉が開くため、ようやくフルーツを取ることができる。扉が開放されていない部屋やワープトンネルは袋小路になっている。
一定のステージをクリアするとボーナスステージになる。この面には敵が配置されていない分、巨大化した状態で時間内にフルーツを全て食べるとクリアとなる。

### アイテム
パワーエサ
従来と同様、モンスターがイジケ化する（各ステージ4つ）。
本作では、クリア条件にパワーエサおよびスーパーパワーエサも全て食べる必要がある。
スーパーパワーエサ
大きめの緑色をしたパワーエサ。食べるとパックマンは巨大化し、無敵状態となる。ただしモンスターはイジケ状態にならない。
扉を崩したり、モンスターの巣に入ることが出来る（各ステージ2つ）。ボタンを押すとよりスピードアップする。
スーパーパワーエサから続けてパワーエサを順序よく食べることで「スーパーパックマン」となり、両方のエサの効果を発揮する。
スター
特定の条件で出現すると左右の部屋の中でフルーツがスロット状に回る。フルーツが揃ったときにスターを取るとボーナス点。
フルーツ
全部で16種類。17面からアップルに戻るが得点は160点のまま。
カギ
　迷路状に複数個設置。薄い線の扉を開くのに利用する。

## 開発
開発はナムコ開発部が行い、小野浩がデザイナーを、プログラムは深谷正一、音楽は後に「パック&パル」や「パックランド」を手がける慶野由利子が担当した。
第一作『パックマン』の主要スタッフである岩谷徹は後年のインタビューの中で、同作の系統の作品を若手が作るのを見守る立場にあったとしつつも、大きなパックマンがパカパカ動くなどゲームデザインとしてはあまりよくないと感じていたが、若手を育てるということで認めたと振り返っている。

## 移植
| No. | タイトル                                                              | 発売日                                     | 対応機種                                       | 開発元                              | 発売元          | メディア                                              | 型式                               | 備考               |
| --- | --------------------------------------------------------------------- | ------------------------------------------ | ---------------------------------------------- | ----------------------------------- | --------------- | ----------------------------------------------------- | ---------------------------------- | ------------------ |
| 1   | パワーパック                                                          | 1983年                                     | M5                                             |                                     | ソード          | 8KB ROMカートリッジ                                   | GRC-5                              |                    |
| 2   | ミスターパックン                                                      | 1983年                                     | PV-2000                                        |                                     | カシオ          | ロムカセット                                          |                                    |                    |
| 3   | ナムコヒストリー Vol.3                                                | 1998年6月9日                               | Windows                                        | ナムコ                              | ナムコ          | CD-ROM                                                |                                    | アーケード版の移植 |
| 4   | Namco Museum Remix みんなで遊ぼう!ナムコカーニバル Namco Museum Remix | 2007年10月23日 2007年12月6日 2008年4月18日 | Wii                                            | トーセ                              | バンナム アタリ | Wii用12センチ光ディスク                               | RVL-RN2E-USA RVL-RNWJ-JPN RVL-RN2P | アーケード版の移植 |
| 5   | ナムコミュージアム バーチャルアーケード                               | 2008年11月4日 2009年5月15日 2009年11月5日  | Xbox 360                                       | バンナムアメリカ ゴッチテクノロジー | バンナム        | DVD-ROM                                               | 2RD-00001                          | アーケード版の移植 |
| 6   | パックマンミュージアム                                                | 2014年6月25日                              | PlayStation 3 Xbox 360 Windows                 | バンナム                            | バンナム        | ダウンロード                                          | -                                  | アーケード版の移植 |
| 7   | スーパーパックマン                                                    | 2022年1月6日                               | PlayStation 4 Nintendo Switch                  | ナムコ                              | ハムスター      | ダウンロード (アーケードアーカイブス)                 | -                                  | アーケード版の移植 |
| 8   | PAC-MAN MUSEUM+                                                       | INT 2022年5月28日                          | Nintendo Switch PlayStation 4 Xbox One Windows | バンナム                            | バンナム        | ダウンロード Switch専用ゲームカード BD-ROM（PS4、XB1) | -                                  | アーケード版の移植 |

- ゲームパソコンM5に『パワーパック』のタイトルで移植された。横画面であるため、迷路の構成が多少異なる。当時の定価で4800円だった。
- カシオ計算機のゲームパソコン楽がきことPV-2000にも『ミスターパックン』のタイトルで移植。
- 『ナムコヒストリー Vol.3』、『みんなで遊ぼう!ナムコカーニバル』、『ナムコミュージアム バーチャルアーケード』、『パックマンミュージアム』、『PAC-MAN MUSEUM+』といったオムニバスソフトにも収録。
- 2022年1月6日にアーケードアーカイブスの1作品としてPlayStation 4版とNintendo Switch版が配信。こだわり設定で起動画面表示、ゲームスピード調整のほか、仕様上設定は可能だったゲーム難易度の設定が可能。